# Abiyev Marat Zhaksylykovich
Abiyev Marat Zhaksylykovich (en kazakh : Әбиев Марат Жақсылықұлы), né le 6 septembre 1989 à Kandyagach, Aktobe région, république du Kazakhstan, est un homme d'affaires kazakh. Auteur du livre Le rêve du Kazakhstan, il est le plus jeune millionnaire selon le magazine Forbes Kazakhstan. En novembre 2013, sa fortune est estimée à 11 millions de dollars.
Sous la direction de Marat et de son équipe de jeunes professionnels, les tubes produits au Kazakhstan commencent à être reconnus et sont achetés par 80 % des exploitants du sous-sol du Kazakhstan.

## Biographie

### Origines et études
Abiyev Marat Zhaksylykovich est né le 6 septembre 1989 à Kandyagach, Aktobe région, république du Kazakhstan. Son père, Abiyev Zhaksylyk Medihatovich, travaillait dans l'industrie pétrolière. Au cours des dernières années, il a travaillé comme commandant adjoint pour les opérations de l'entreprise d'État « Ak Beren » avec le grade de lieutenant-colonel. Sa mère, Abiyeva Tamara Asauhanovna, est professeure d'université et championne d'échecs de la République socialiste soviétique kazakhe. Il a une sœur, Zhaksylyk Marzhangul Zhaksylykovna. 
En 1999, en raison de la crise économique, la famille de Marat déménage dans la région centrale d'Aktobe.
Après ses études secondaires, il entre au collège coopératif d'Aktobe où il obtient le diplôme en 2009 dans la spécialité « Systèmes automatisés de traitement et de gestion de l'information ». 

### Carrière
En 2002, il commence à travailler dans le marketing de réseau. De 2003 à 2005, il produit des groupes de rap à Aktobe. En 2004, il a fondé la société AAA Technology (ordinateurs et matériel de bureau). 
À partir de 2007, Abiyev M.Z. commence à travailler comme entrepreneur privé en créant les sociétés W (conception de sites web) et IT - outsourcing. En 2009, il crée la société LLP Euromobile Kazakhstan (surveillance de véhicules par satellite). En 2011, il fonde la société LLP KSP Steel Trading House crée pour augmenter le volume des ventes de LLP KSP Steel, le seul producteur de tubes en acier sans soudure pour les exploitants du sous-sol et pour les entreprises opérant dans l'industrie du pétrole et du gaz au Kazakhstan. Auparavant, ces entreprises devaient se fournir à l'étranger.
En 2012, a été initiée la création de LEA « L'Association des producteurs de Kazakhstan ». La principale mission de l'association est de « protéger et promouvoir les producteurs nationaux ».
Abiyev est également le fondateur de sociétés au Royaume-Uni et dans la fédération de Russie, qui se sont engagées dans la vente de marchandises produites au Kazakhstan. Abiyev est également engagé dans le commerce international pour la fourniture de métal, de nourriture et de matériel médical à la république islamique d'Iran, au Royaume-Uni, à la fédération de Russie, à la Turquie, à la république populaire de Chine et à la Biélorussie.

## Fortune
En novembre 2013, le magazine Forbes Kazakhstan estime sa fortune à 11 millions de dollars.

## Prix
- 2013: Personne de l'année par Business Portal Kapital.kz[3]